# Đảo King William
Đảo King William (tên trước đây: King William Land; Inuktitut: Qikiqtaq) là một hòn đảo trong khu vực Kitikmeot của Nunavut và tạo thành một phần của quần đảo Bắc Cực Canada. Đảo có diện tích giữa 12.516 km2 (4832 dặm vuông) và 13.111 km2 (5062 dặm vuông) là hòn đảo lớn thứ 61 trên thế giới và hòn đảo lớn thứ 15 của Canada. Dân số của nó, theo điều tra dân số 2011, 1279 người, tất cả đều ở cộng đồng duy nhất của hòn đảo Gjoa Haven.
Hòn đảo được tách ra khỏi bán đảo Boothia bởi eo biển James Ross eo về phía đông bắc, và eo biển Rae về phía đông. Về phía tây là eo biển Victoria và ngoài là đảo Victoria.